# 心室細動
心室細動（しんしつさいどう、英: ventricular fibrillation、VF）は、不整脈の一種であり、心臓の心室が小刻みに震えて全身に血液を送ることができない状態。

## 概要
心臓は電気刺激が順番に伝わることによって規則的に収縮し、血液を送り出すポンプの役目を果たしている。心室細動は、この電気刺激がうまく伝わらず、心筋が無秩序に収縮している状態である。平常だった心拍が急に200以上に上がり、その直後0になるなどし、最悪の場合は死亡してしまう。

## 原因
心筋梗塞や心臓弁膜症など心臓病の既往がある場合が多いが、急性心筋梗塞の初発症状であったり、また若年者ではブルガダ症候群やQT延長症候群など先天性の遺伝子異常が背景である場合もある。また、心臓に異常がない人でも脱水や栄養障害、腎機能障害などによって血液中のカリウムが異常に少ない場合や異常に多い場合にQT延長が生じてVfを発症することがある。小児では、キャッチボールなどでボールが胸部に当たってVfが誘発され（心臓震盪）、突然死の原因となることが指摘されている。人体を用いての胸骨圧迫練習が固く禁じられている理由はこのためである（正しいタイミングのところに余計な衝撃が加わるため、直ちにVfの原因になりうる）。また、感電によるショックによって引き起こされる場合もある。

## 症状
- 脈拍喪失
- 意識消失
- 全身痙攣
- 無呼吸ないしあえぎ呼吸（死戦期呼吸、下顎呼吸）

## 治療
心室細動の状態にある心筋細胞はお互いを興奮させ合い、急速にエネルギー（アデノシン三リン酸）を消費している。この「興奮させ合い」を停止させるのが電気的除細動である。しかし、心筋細胞がそのエネルギーを使い果たしてしまってからでは意味をなさない。
発症からできる限り早く（2分 - 3分）電気的除細動を行い、調律性拍動を回復する必要がある。回復しない場合には心肺蘇生を行いながら繰り返し電気的・薬物的除細動を試みる。心拍が回復しなければ死に至る。カーラーの救命曲線では、心臓停止後約3分で50%が死亡する。対策としては緊急を要するため、救急救命士の育成、アドレナリン投与と迅速な救命施術、各家庭や公共の場に電気的除細動器を普及し設置することである。
心室細動から回復した後に原疾患の治療を行う。再発のおそれがある場合は植え込み型除細動器の使用が望ましい。